# Volo NLM Cityhopper 431
Il volo NLM CityHopper 431 era un Fokker F28-4000, codice di registrazione PH-CHI, che avrebbe dovuto operare il servizio passeggeri di linea internazionale Rotterdam – Eindhoven – Amburgo. Il 6 ottobre 1981 l'aereo si imbatté in una zona di maltempo durante la prima tratta, pochi minuti dopo il decollo dall'aeroporto di Rotterdam, che lo portò a schiantarsi a 15 miglia (24 km) a sud-sud-est di Rotterdam. Tutti i 17 occupanti dell'aereo - 13 passeggeri e 4 membri dell'equipaggio - morirono quando il Fokker venne distrutto da un cedimento strutturale.

## L'aereo e l'equipaggio

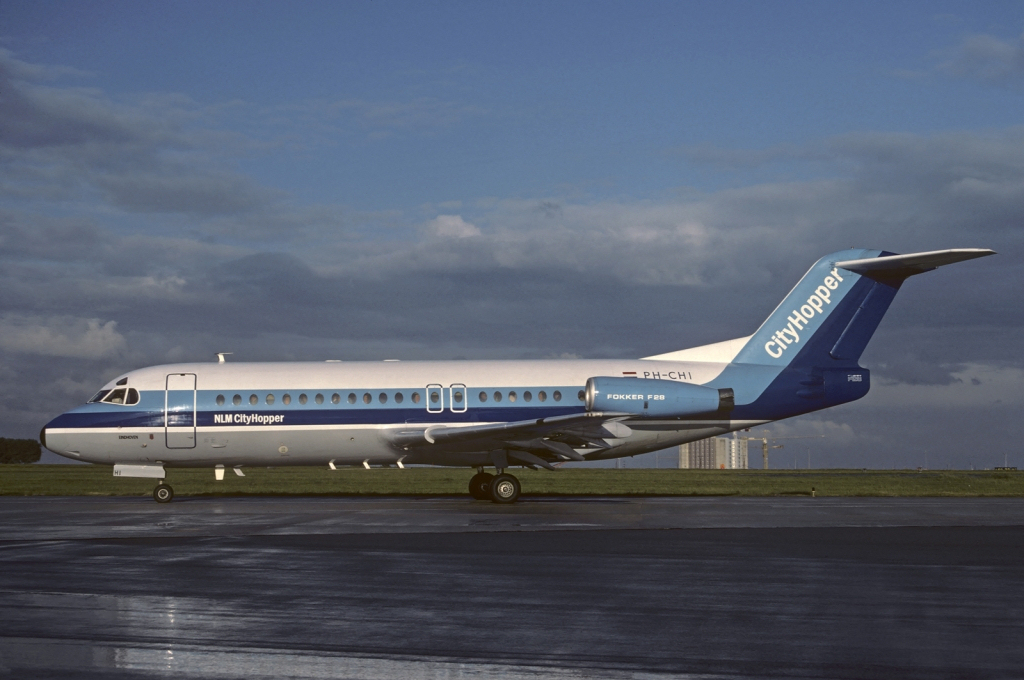
PH-CHI, l'aereo coinvolto nell'incidente, è visto qui nel maggio 1981.

L'aereo coinvolto nell'incidente era un Fokker F28-4000, identificato come PH-CHI e costruito nel 1979 con numero di serie del produttore 11141. Al momento dell'incidente aveva accumulato 4.485 ore di volo e 5.997 cicli di decollo/atterraggio.
Il comandante era il 33enne Jozef Werner, che lavorava con NLM CityHopper da quasi 11 anni. Aveva accumulato un totale di 4.900 ore di volo, di cui 309 ore sul Fokker F28. Il primo ufficiale era il 28enne Hendrik Schoorl, che lavorava con la compagnia aerea da tre anni con 2.971 ore di volo, di cui 2.688 sul Fokker F28.

## L'incidente
Durante il briefing meteorologico 44 minuti prima del decollo, l'equipaggio venne informato di un'area in cui erano presenti forti temporali con una copertura di 3/8 (37,5%) di cumulonembi con una base di 1.200 piedi (370 m), venti da sud-sud-ovest da 15 a 25 nodi (da 28 a 46 km/h; da 17 a 29 mph) e una visibilità di 5 chilometri (3,1 mi) all'aeroporto di Rotterdam. L'aereo decollò alle 17:04 CET (UTC +1) da RTM. I piloti si accorsero della presenza di forti piogge alle 17:09, ricevendo l'autorizzazione per evitare l'area. Alle 17:12 il Fokker passò in un tornado mentre volava in mezzo alle nuvole. La zona tempestosa in cui era entrato l'aereo era apparentemente la stessa "simile a un tornado" che i locali della Zelanda descrivevano come responsabile di notevoli danni alle loro proprietà. Meteorologicamente, questi vortici sono dei veri tornado e l'aereo di linea è stato visto uscire dalle nuvole mentre si stava disintegrando. Un agente di polizia aveva prima fotografato il tornado, poi pochi minuti dopo vide il fumo dell'aereo in fiamme. Un'indagine concluse che il brusco aumento di altitudine registrato sull'altimetro non era un cambiamento dell'altitudine, ma piuttosto un calo di pressione associato al tornado.
Le sollecitazioni subite dalla fusoliera a causa delle forti turbolenze comportarono dei carichi di +6,8 g e -3,2 g, causando il distacco dell'ala di tribordo. Il Fellowship era stato progettato per un carico G massimo fino a 4 g. L'aereo precipitò al suolo da 3.000 piedi (910 m), schiantandosi a circa 400 m (1.300 piedi) da un impianto chimico Shell nella periferia sud-orientale di Moerdijk. Tutti i 17 occupanti dell'aereo perirono nell'incidente.  Mentre osservava da terra l'incidente in corso, un vigile del fuoco morì per arresto cardiaco